# الف و لام تعریف
الف و لام تعریف (ال) یکی از اقسام الف و لام در زبان عربی است که بر سر اسم نکره آمده و آن را معرفه می کند.

## اقسام الف و لام تعریف
الف و لام تعریف بر دو قسم است:
- عهدیه
- جنسیه[۱][۲]